# Caraipa utilis
Espèce
Statut de conservation UICN

 VU D2 : Vulnérable
Caraipa utilis est une espèce de plantes à fleurs de la famille des Calophyllaceae.

## Publication originale
- Annals of the Missouri Botanical Garden 78(4): 1004–1007, f. 2–3. 1991.